# 双庙乡 (清丰县)
双庙乡，是中华人民共和国河南省濮阳市清丰县下辖的一个乡镇级行政单位。

## 行政区划
双庙乡下辖以下地区：
双庙街村、孙村、张营村、姚当村、城南村、马家村、王家村、杜家村、南寨村、仓上村、杨兰村、沙河村、沙河寨村、庄头村、户家村、秦家村、殷家村、西南庄村、单拐村、东安上村、西安上村、桂寨村、单寨村、西翟湾村、大翟湾村、王李庄村、水牛陈村、西南营村和盐店村。

## 中国传统村落
2012年，单拐村被评为首批“中国传统村落”。